# Renault Type C
La Type C è una piccola autovettura prodotta nel 1900 dalla Casa francese Renault.

## Storia e profilo
La terza autovettura in ordine cronologico prodotta dall'allora neonata Renault fu realizzata nell'autunno 1899, ma fu presentata nell'aprile 1900 al Salone dell'Auto di Parigi, in Francia. La Type C fu realizzata sul telaio delle precedenti Type A e Type B, ma opportunamente allungato in maniera tale da poter dare posto a 4 occupanti. Fu la prima Renault con carrozzeria a 4 posti e fu la prima Renault presentata dalla Renault in qualità di vera e propria Casa costruttrice. La Type C era disponibile come cabriolet, come coupé o come tonneau. Solo in quest'ultima configurazione, però, si potevano avere effettivamente 4 posti. Le altre due versioni offrivano abitabilità per un massimo di 3 persone. Il motore era di derivazione De Dion, in particolare era lo stesso montato sulla Type B, vale a dire un monocilindrico da 450 cm³ in grado di erogare 3 CV di potenza massima. La velocità massima era di circa 35 km/h.
Con questa vetturetta, la giovane casa automobilistica Renault riuscì a togliersi delle soddisfazioni in campo agonistico, in particolare nella Parigi-Tolosa e nella Parigi-Bordeaux.
Fu realizzata in 179 esemplari nel solo anno 1900.